# ビーグル (砲艦)
HMSビーグル（HMS Beagle）は、イギリス海軍のアロー級砲艦で、薩摩藩に売却され乾行と命名された。ビーグルの名前を持つ英国海軍の艦船としては4代目にあたる。

## 設計
クリミア戦争の勃発により、バルト海や黒海の沿岸で行動可能な浅喫水の艦船が求められた。このため、1854年に6隻のアロー級木造スクリュー推進砲艦が製造された。製造はロンドンにあるC.J.メア社およびR & H グリーン社で行われた。元々は通報艦として建造されたが、1856年に2等砲艦に分類された。1855年には、イントレピッド級1等砲艦およびヴィジラント級2等砲艦も発注されている。

### エンジン
Tennant & Dykes社製の2気筒横置き単式膨張式蒸気エンジンは160馬力を発揮し、短軸スクリューを駆動した。

### 帆走形式
アロー級砲艦は、バーク形式の帆を備えていた。

### 武装
アロー級には、旋回式の68ポンドランカスター前装施条砲をが門、32ポンド砲が4門搭載された。

### 建造
ビーグルはアロー級の2番艦として、C.J.メア社で1854年4月15日に起工、同年7月20日に進水した。2ヶ月後の9月3日に竣工し、英国海軍の艦船となった。

## 艦歴
1854年から1856年にかけてクリミア戦争に参加。戦争中に乗員2人がヴィクトリア十字章を受章している 。1859年からは東インド・中国艦隊の所属となった。

## 日本への売却
1863年、ビーグルは香港で薩摩藩に売却された。薩摩藩は乾行と命名した。その後帝国海軍に編入され練習艦として使用され、1889年に解体された。
ただし、日本側の記録では、1864年で英国船ストークを購入したとなっているため、
ビーグルはストークと改名、薩摩藩が購入したとしている。
また、造船所がロンドンではなくリヴァプール、竣工が1854年ではなく1859年などの相違がある。

## 参考資料
1. 1 2 3 4 5 6 7 8 9  Winfield, Rif; Lyon, David (2004). The Sail and Steam Navy List: All the Ships of the Royal Navy 1815–1889. London: Chatham Publishing. ISBN 978-1-86176-032-6. OCLC 52620555.
2. ↑  "No. 21971". The London Gazette (英語). 24 February 1857. p. 652. 2008年6月25日閲覧。
3. ↑  “How the ship, HMS Beagle, got her name.”.   AboutDarwin. 2008年6月25日閲覧。
4. 1 2  アジア歴史資料センター(公式)(防衛省防衛研究所)『海軍歴史 巻之23 船譜(1)』。Ref.C10123646500。(勝海舟『海軍歴史』巻23。)画像8。
5. 1 2  日本舶用機関史編集委員会/編『帝国海軍機関史』 明治百年史叢書 第245巻、原書房、1975年11月。465ページ。